# Air Doll
Pour plus de détails, voir Fiche technique et Distribution.
Air Doll (空気人形, Kūki Ningyō) est un film japonais réalisé par Hirokazu Koreeda,  sorti en 2009.
Le film est basé sur le manga de Yoshiie Gōda, The Pneumatic Figure of a girl, qui a été publié dans le magazine Big Comic Original spécialisé dans le genre Seinen. Le manga raconte l’histoire d’une poupée gonflable qui se voit dotée d’une âme.

## Synopsis
Hideo s'est acheté une poupée gonflable qu'il appelle Nozomi. Pour lui, cette poupée est une compagne intime : il l'habille, lui parle, dîne avec elle, et a également des relations sexuelles. Cependant, à l'insu de Hideo, Nozomi, petit à petit s'anime et s'aperçoit qu'elle a été créée avec un cœur. Un matin alors qu’Hideo est parti au travail, Nozomi se lève, s'habille et décide d’explorer le monde extérieur avec les yeux d’une petite fille ; elle trouve un travail dans une boutique qui vend des vidéos et fait petit à petit l'apprentissage de la vie des humains, de leurs sentiments et de leur solitude et enfin de leur mort.

## Fiche technique
- Réalisation : Hirokazu Koreeda
- Scénario : Hirokazu Koreeda d'après le manga de Yoshiie Goda
- Production : Hirokazu Koreeda et Toshiro Uratani
- Musique : World's End Girlfriend
- Photographie : Ping Bin Lee
- Montage : Hirokazu Koreeda
- Pays d'origine :  Japon
- Langue originale : japonais
- Dates de sortie : 
  - France : 14 mai 2009 (Festival de Cannes)

## Distribution
- Bae Doona : Nozomi (la poupée gonflable)
- Arata : Junichi
- Itsuji Itao : Hideo
- Joe Odagiri : Sonoda (le fabricant de poupées)
- Sumiko Fuji : Chiyoko
- Masaya Takahashi : Keiichi
- Susumu Terajima : Todoroki
- Kimiko Yo : Yoshiko

## Accueil
Les réactions au film lors de sa diffusion au festival de Cannes 2009 furent mitigées, les uns félicitant la prestation de Bae Doona, les autres critiquant le film pour sa longueur et son manque de substance. Dan Fainaru du magazine Screen International a décrit le film en ces termes « un noyau narratif plutôt mince » et l'approche de son réalisateur comme « trop diffuse », mais a conclu que ce pourrait être « un excellent travail » dans de meilleures conditions. Écrivant pour le magazine Variety, Dan Ellery a dit que le film aurait du potentiel si on coupait environ 90 minutes. En revanche, Maggie Lee de Hollywood Reporter a considéré le film comme « une méditation tordante et belle sur la solitude et le désir ardent de la ville » estimant que ses thèmes trouveront écho chez la gent féminine.
Le magazine, Planète Japon N°15 décrit le film comme « Un message clair, sur une société moderne malade ».